# Jamshedpur Football Club
Maillots
Le Jamshedpur Football Club (en hindi : जमशेदपुर फुटबॉल क्लब), plus couramment abrégé en Jamshedpur FC, est un club indien de football fondé en 2017 et basé dans la ville de Jamshedpur, dans l'état du Jharkhand.
Il évolue actuellement en Indian Super League.

## Histoire
L'équipe est fondée par le groupe Tata Steel, ce club est inscrit en Indian Super League pour la saison 2017-2018. Le club termine cinquième de la saison régulière et manque de peu les phases finales.

## Palmarès
- Indian Super League (1)
  - Champion : 2022

## Personnalités du club

### Présidents du club
- Chanakya Chaudhary
- Mukul Choudhari

### Entraîneurs du club
Le tableau suivant présente la liste des entraîneurs du club depuis 2017.
| Rang | Nom               | Période                           |
| ---- | ----------------- | --------------------------------- |
| 1    | Steve Coppell     | 14 juillet 2017 - 31 mai 2018     |
| 2    | César Ferrando    | 23 juillet 2018 - 30 juin 2019    |
| 3    | Jesualdo Ferreira | 2019                              |
| 4    | Antonio Iriondo   | 26 juillet 2019 - 29 juillet 2019 |
| 5    | Owen Coyle        | 7 août 2020 - 22 mars 2022        |